# Skogås
Skogås är en kommundel i Huddinge kommun, Stockholms län vars bebyggelse till större delen ingår i Stockholms tätort. Skogås har en areal på 3,7 km² med 12 565 invånare (2021) varav 41 procent med utländsk bakgrund. Skogås ligger i Huddinges nordöstra del och gränsar i norr och väster till Trångsund och i öster till sjön Drevviken, där vissa delar av vattenområdet ingår. I söder ansluter kommundelen till Sjödalen-Fullersta. I Skogås ingår fem delområden, här angivna från norr till söder: Mörtvik, Östra Skogås, Västra Skogås, Länna och Gräsvreten.

## Historia

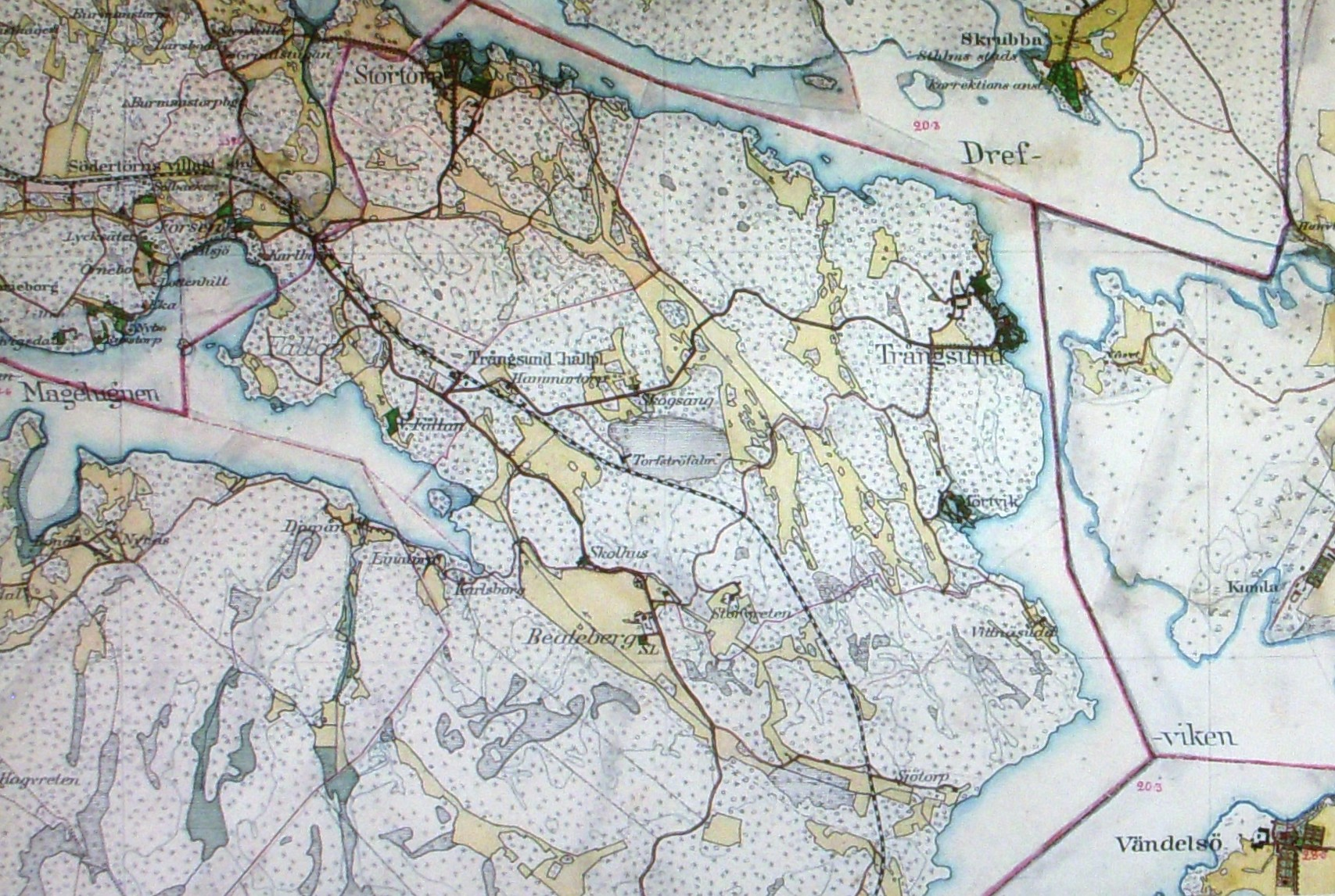
Trångsund/Skogås med omkring 1905.

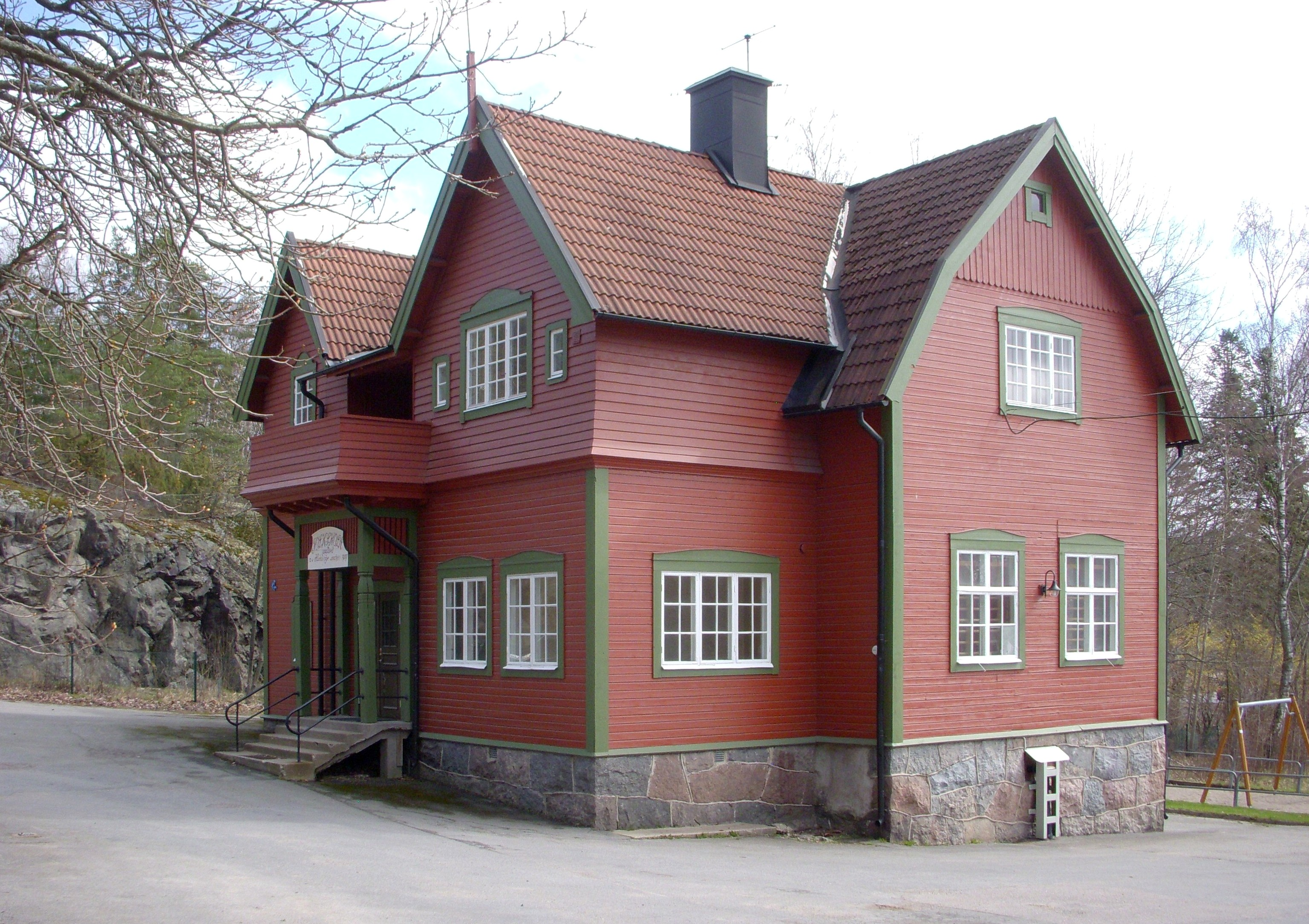
Beatebergs gamla folkskola från 1909.

Namnet Skogås saknar historisk anknytning och har troligen konstruerats av stadsplanerare på 1930-talet då området började exploateras. Ortnamnets beståndsdelar skog och ås syftar på landskapets topografi.
Skogås har liksom Trångsund länge varit en genomfartsbygd med transportleder mot Handen, Nynäshamn och Dalarö. Redan under vikingatiden användes sjön Drevviken som transportväg och Länna var då en av flera angöringsplatser. Namnet innehåller ett gammalt ord för landningsplats avlett från "land". Från Drevviken fanns en vikingatida färdled ut till Östersjön. På en kulle strax söder om nuvarande Länna gård ligger ett gravfält från yngre järnåldern, som vittnar om att trakten var tidigt bebodd.
En av Stockholms viktiga färdvägar på land och söderut var Dalarövägen där Länna gästgivaregård, som var i drift från 1630-tal till 1902, var "det enda mellan Stockholm och Dalehamn" (Dalarö). Gamla Dalarövägen i Länna följer den gamla sträckningen. Sedan 1970-talet är Nynäsvägen, nu Riksväg 73, huvudfärdväg mellan Stockholm och Nynäshamn.
Skogås har bildats på utmarker som i norr tillhörde Trångsunds gård, medan de i söder tillhörde Länna gård. Dalgången mellan sjön Magelungen och Drevviken bestod huvudsakligen av skogsmark. Området var även av försvarsstrategisk betydelse och en viktig pusselbit i Södra Fronten, som anlades före och under första världskriget genom Huddinge och Tyresö. Det så kallade Beatebergspasset skulle bevakas med ett antal infanterikorvar och bemannas med omkring 3 650 man ur Landstormen. Idag finns rester av försvarslinjen bevarad, bland dem Magelungsfortet, Lännafortet och Sjötorpsfortet. 
Den första skolan togs redan i bruk i mitten av 1880-talet. Byggnaden låg vid Beateberg och revs 1944 för att lämna plats åt ett nytt skolhus. År 1909 uppfördes den rödmålade träbyggnaden i nationalromantisk stil och på en handmålad skylt över dörren står: Folkskola uppförd av Huddinge socken 1909. 
Nynäsbanan anlades redan 1901, men det skulle dröja ända till 1932 innan Skogås fick en egen järnvägsstation. Den ersatte då Drevvikens station i Länna. I början av 1930-talet startade exploateringen av mark i Länna. Tomterna var avsedda för främst bebyggelse med sommarstugor, men även några villor uppfördes på attraktiva områden. Nuvarande Västra Skogås började styckas 1932. Mörtviks gård finns omnämnt första gången i början av 1700-talet. Stället har varit ett torp under Trångsunds gård, men utvecklades tack vare ett fördelaktigt läge snart till en större, självständig gård. En avstyckning av marken till sommarstugetomter skedde i början av 1940-talet.
På sommaren 1961 fastställdes den första stadsplanen för norra delarna av Skogås och 1964 följde planläggningen för de södra delarna. Då tillkom även Skogås centrum intill järnvägsstationen. Bebyggelsen bestod i huvudsak av punkthus och lamellhus. I utbyggnaden ingick även skolor, daghem, brandstation och idrottsplats, samt en simhall (Skogåshallen) som var Huddinges första. 
I början av 1980-talet uppfördes Beatebergsanstalten vid Kassettvägen. Bland anstaltens tidigare fångar märks bland andra ledaren för den beryktade Militärligan, Carl Thunberg och massmördaren Mattias Flink. Skogås centrum förvandlades 1985 till inomhusanläggning och i november 1987 invigdes Mariakyrkan intill centrum. Kyrkan uppfördes efter ritningar av arkitekt Fritz Voigt.
Östra Skogås och Mörtvik började planläggas under senare delen av 1970-talet. Målet var att skapa ett område med några få flerbostadshus och i övrigt en småskalig bebyggelse med radhus, kedjehus och villor. I Mörtvik finns även en av Skogås badplatser och entrén till Trångsundsskogens naturreservat. 
I trakten Länna i södra delarna av Skogås ligger Länna industriområde som började anläggas 1965. Industriområdet är ännu inte fullt utnyttjat. Öster och väster om Nynäsvägen vid trafikplatsen Länna, finns Länna köpcentrum med ett tjugotal butiker som främst betjänar bilburna kunder. Detaljplanen för området Västra Länna 1 antogs i april 2012 och genomförandet börjar i maj 2012. Planen anger villabebyggelse dels inom befintliga fastigheter och dels på idag obebyggd mark.

## Bilder

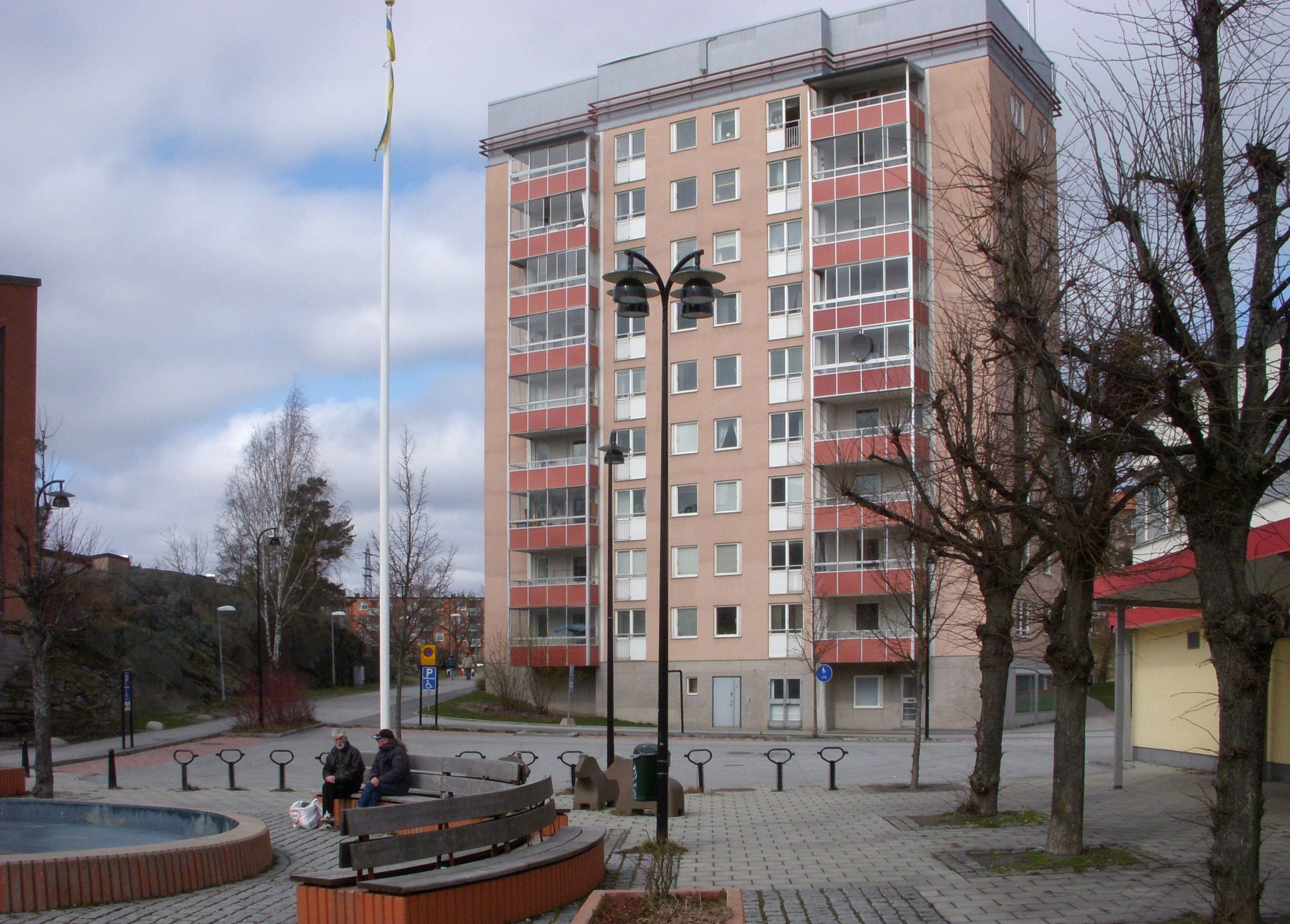
Höghusbebyggelse vid centrum
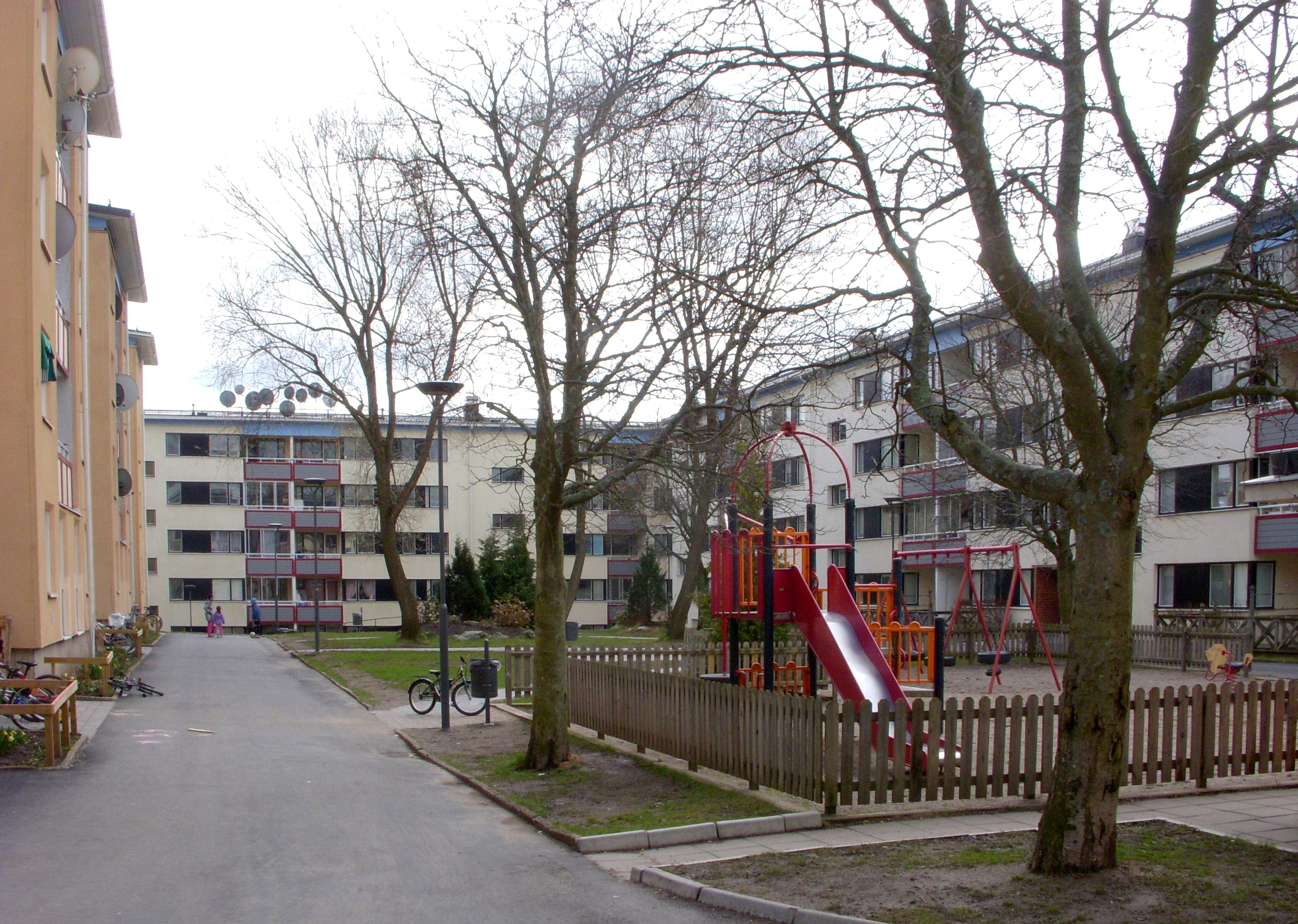
Låghusbebyggelse vid centrum
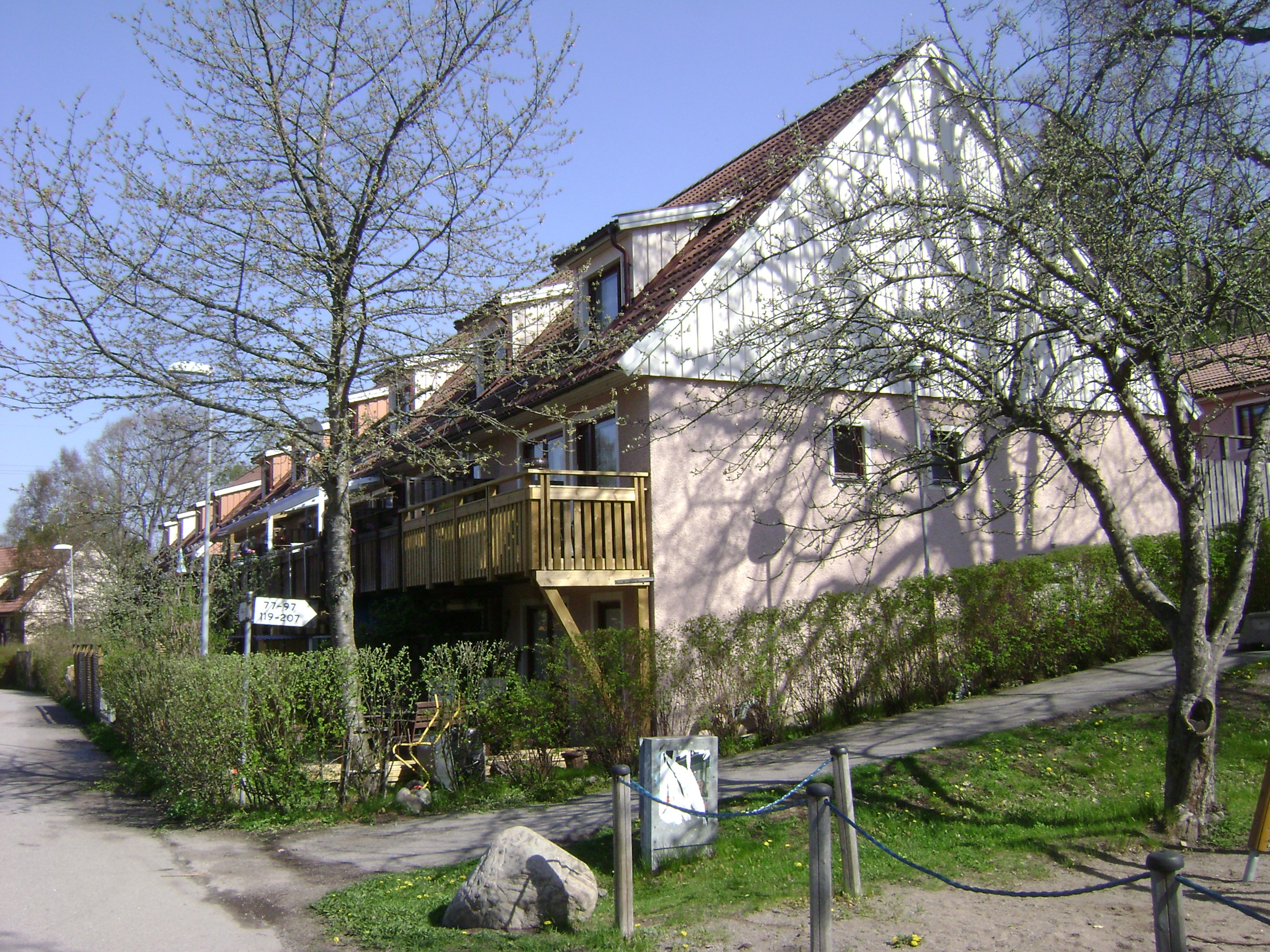
Radhus i Östra Skogås
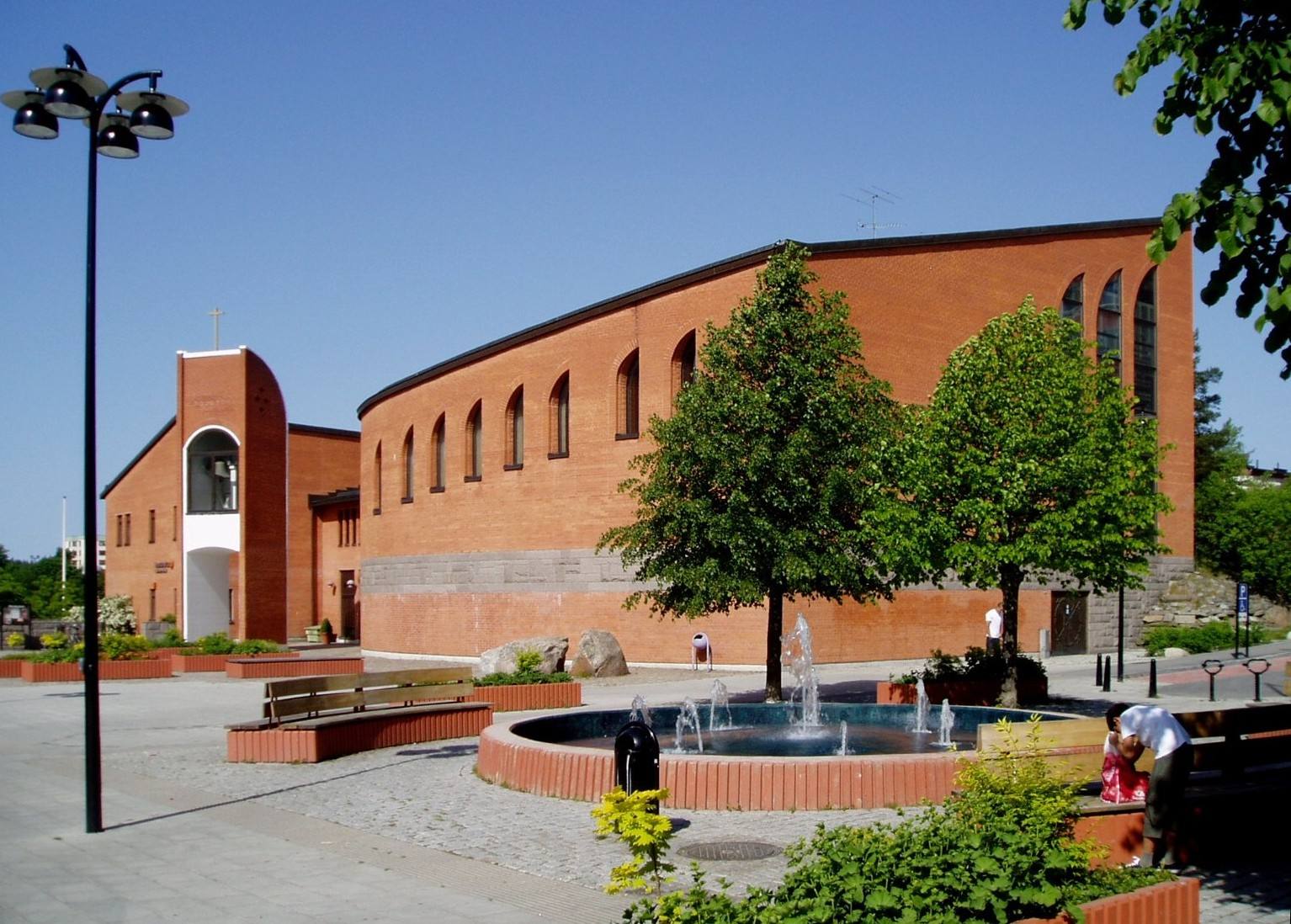
Mariakyrkan
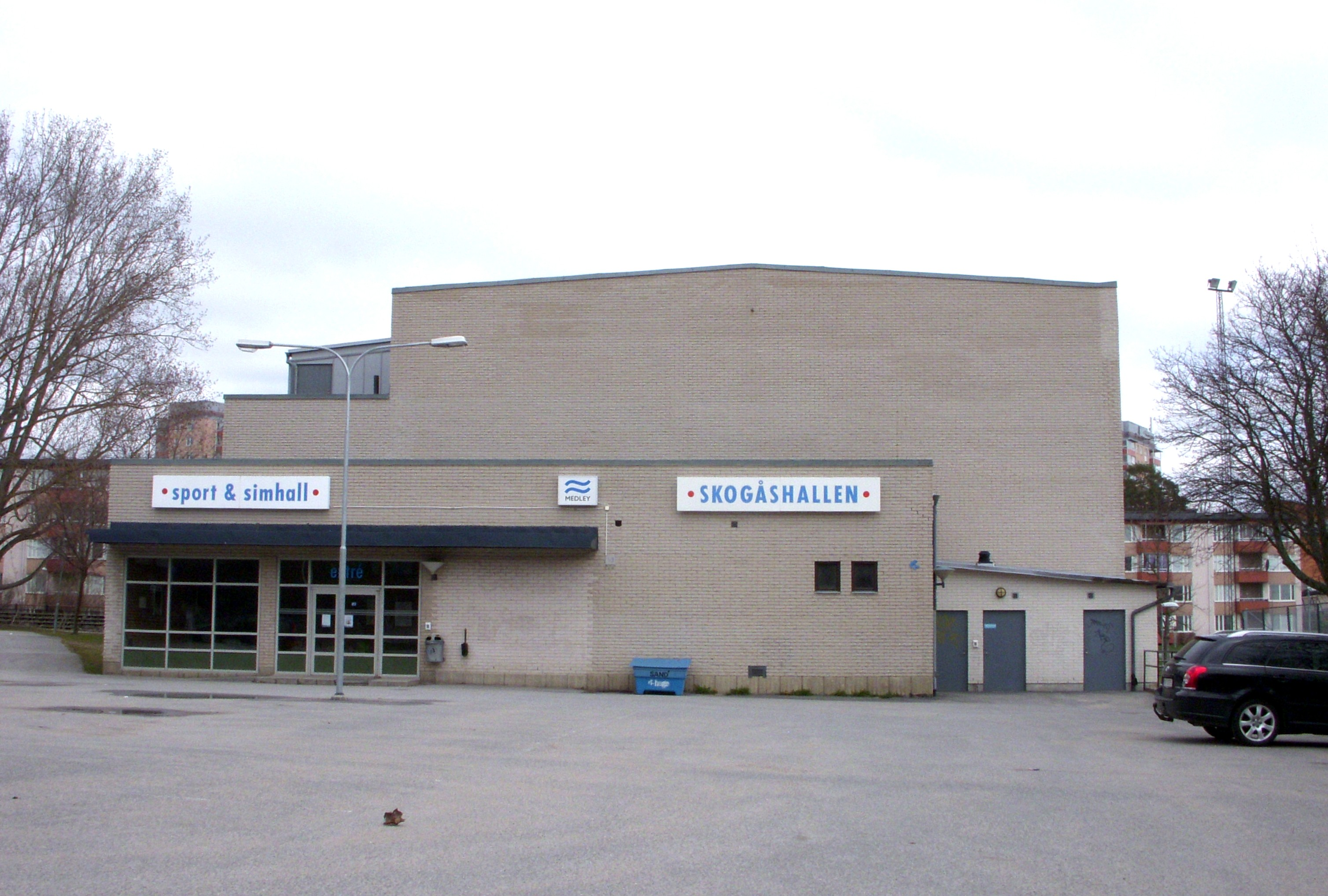
Skogåshallen.

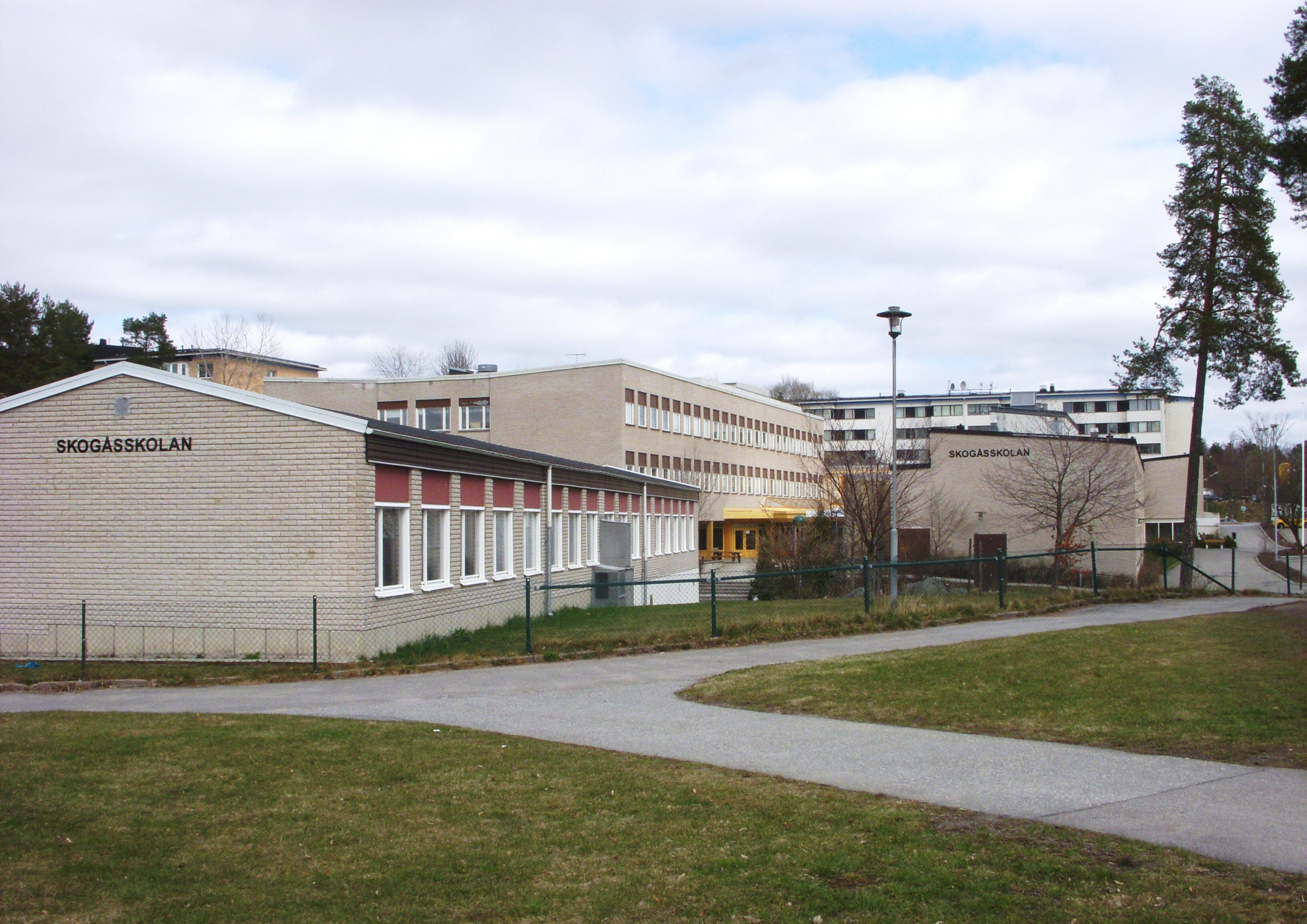
Skogåsskolan.
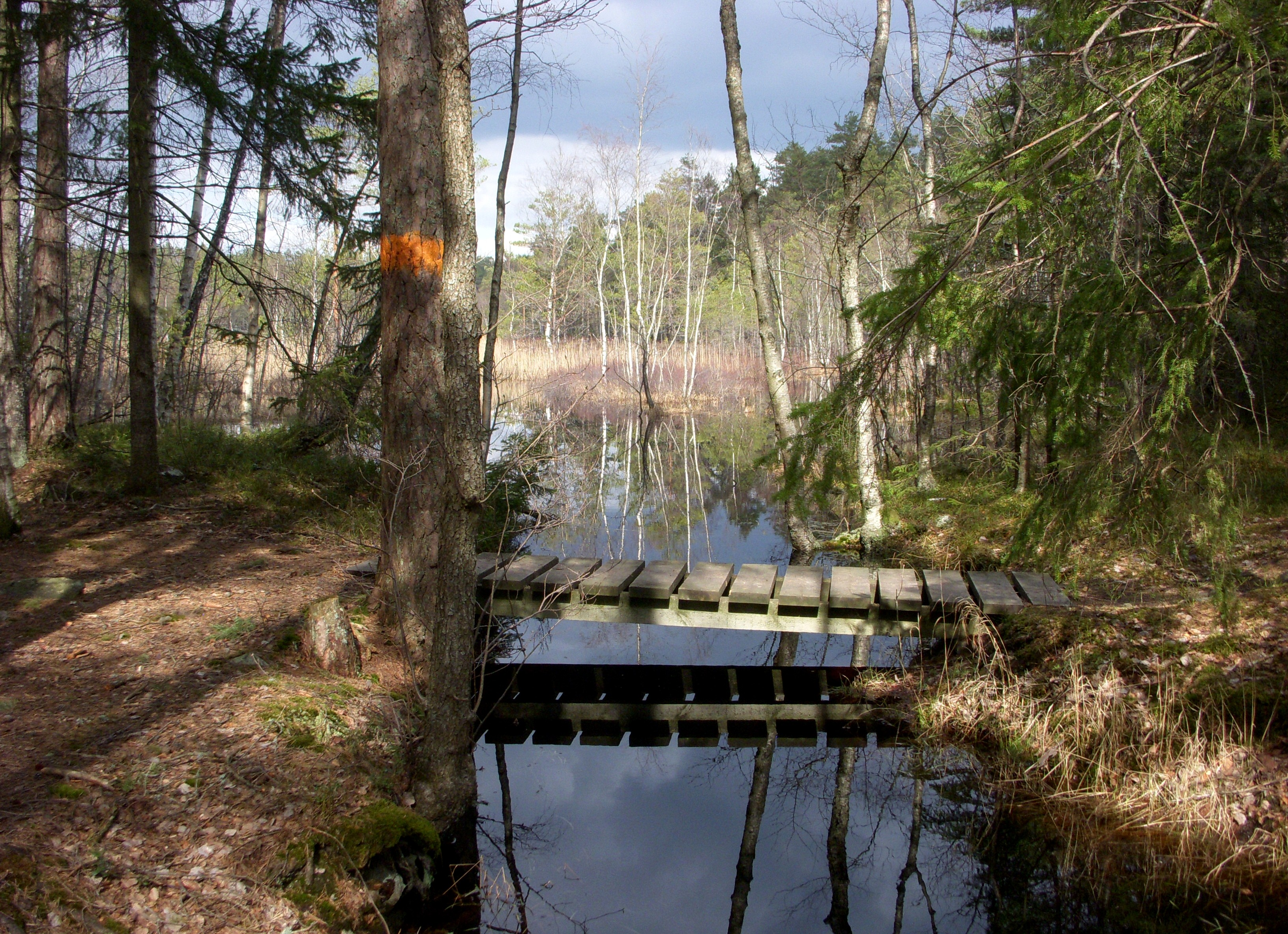
Lännaskogens naturreservat
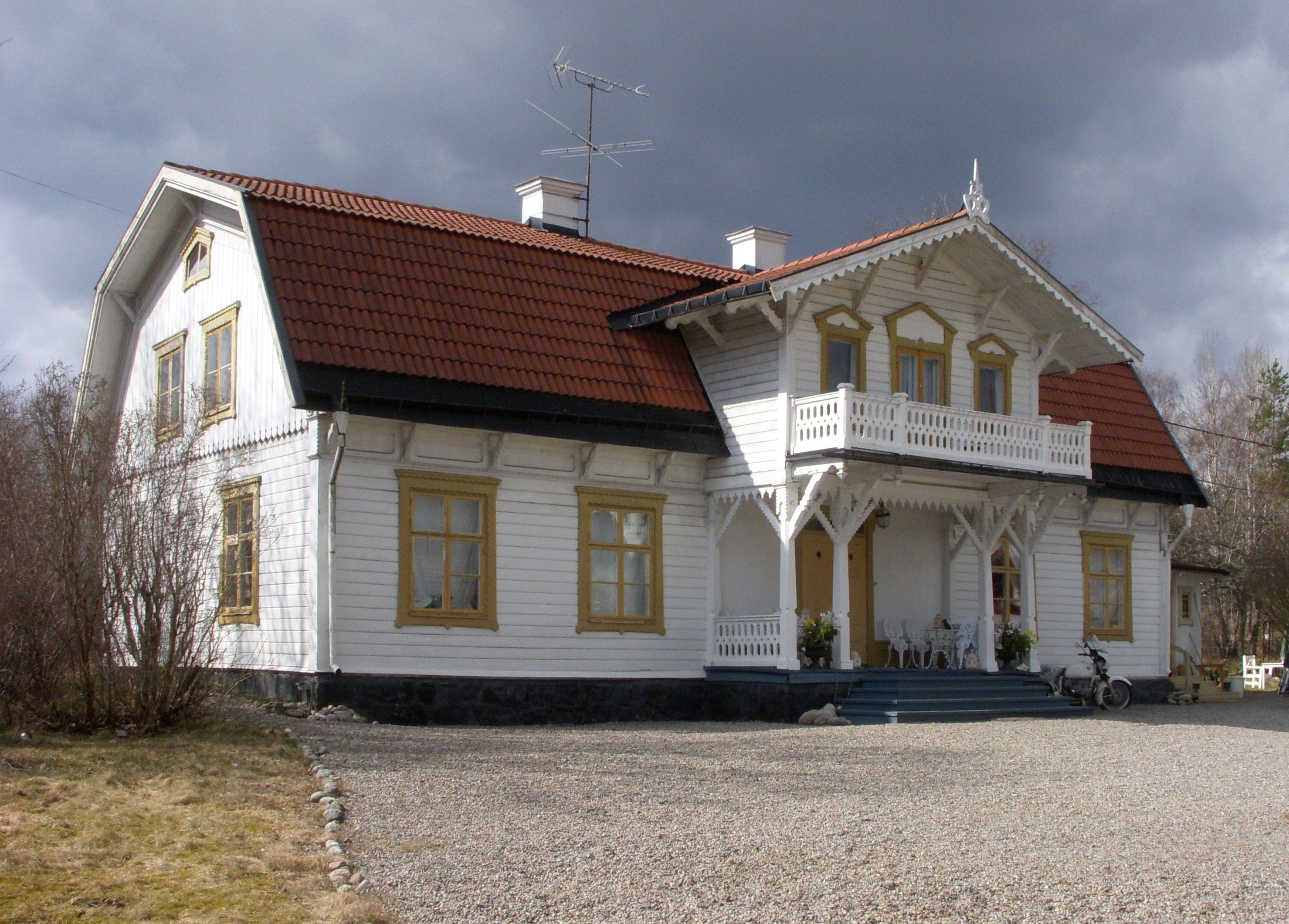
Länna gård
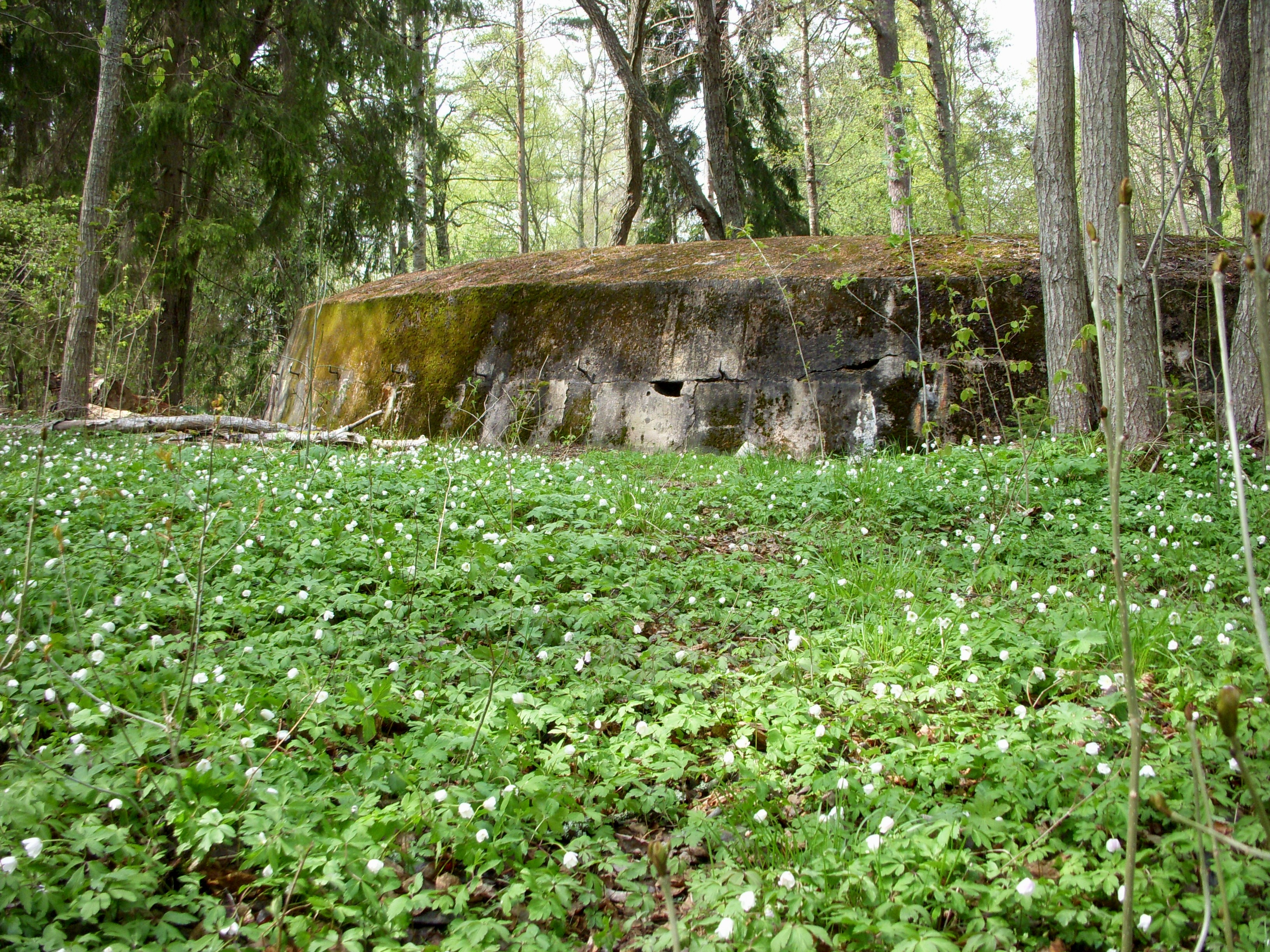
Sjötorpsfortet
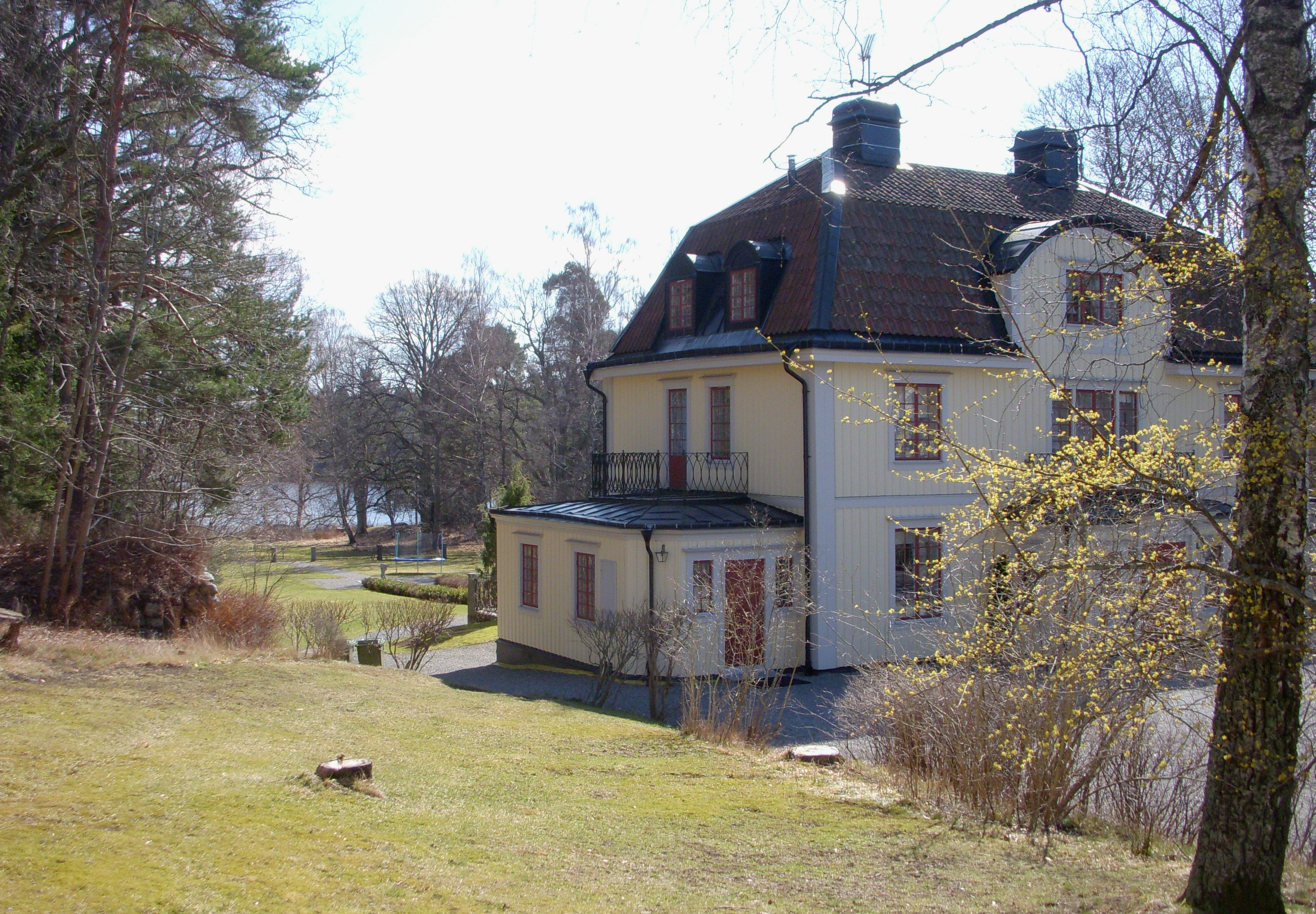
Drevviken kring Mörtviks gård